# Kopernica (district de Žiar nad Hronom)
Pour l’article homonyme, voir Kopernica (Pologne).
Kopernica (en allemand : Deutschlitta bei Kremnitz ; en hongrois : Barskapronca) est un village du district de Žiar nad Hronom, dans la région de Banská Bystrica, en Slovaquie.

## Histoire
La première mention écrite du village date de 1444.

## Démographie

### Évolution de la population
| Année:               | 1994. | 2004.   | 2014.   | 2024.    |
| -------------------- | ----- | ------- | ------- | -------- |
| Nombre de personnes: | 411   | 428     | 433     | 384      |
| Différence:          |       | +4,13 % | +1,16 % | -11,31 % |

| Année:               | 2023. | 2024.   |
| -------------------- | ----- | ------- |
| Nombre de personnes: | 389   | 384     |
| Différence:          |       | -1,28 % |